# Love Unlimited
Love Unlimited fue un grupo vocal femenino estadounidense de la década de 1970 creado por el compositor, productor y cantante solista estadounidense del género R&B/soul Barry White. El grupo no sólo aportó voces tanto en los álbumes de estudio de su creador como en sus conciertos en directo, sino que también encontró éxito con su propia discografía, compuesta por cinco álbumes de estudio producidos por White.

## Historia
Creado en 1969, el grupo estaba formado por tres cantantes: Glodean James -la futura segunda esposa de Barry White-, su hermana Linda James, y la prima de ambas Diane Taylor (la cual murió de cáncer en Pomona, California el 29 de noviembre de 1985 a la edad de 38 años).
Su primer éxito se titula Walkin' in the Rain with the One I Love y fue lanzado en 1972. Alcanzó su posición más alta en el número #14 de la lista Billboard Hot 100, la posición número #7 en la lista Cash Box Top 100, y la número #6 en la Best Selling Soul Singles Chart. La canción fue también exitosa en el Reino Unido, llegando al número #14 en la lista británica. El sencillo vendió más de un millón de copias, y fue galardonado con un Disco de Oro por la RIAA en julio de 1972. En 1975 tuvieron su primer y único número #1 con el sencillo I Belong to You, el cual permaneció durante una semana en lo más alto de la lista de los sencillos del género soul más vendidos. También alcanzó la posición #27 en la lista Billboard Hot 100. En 1973, mientras su álbum titulado "Under the Influence of... Love Unlimited" llegaba a la posición número #3 de la lista de Álbumes Pop, Love Unlimited se convertía en el primer grupo femenino en alcanzar el Top 5 con aquel disco después de que el Greatest Hits Vol. 3 de Diana Ross & The Supremes lo hiciera en 1970.

## Discografía

### Álbumes
| 1972                                                                  | From A Girl's Point Of View We Give To You... | 151 | 19 | —  | —  |            | UNI                  |
| 1973                                                                  | Under The Influence Of...                     | 3   | 3  | 18 | 1  | - US: Gold | 20th Century Records |
| 1974                                                                  | In Heat                                       | 85  | 15 | —  | 81 |            | 20th Century Records |
| 1977                                                                  | He's All I've Got                             | 192 | 51 | —  | —  |            | Unlimited Gold       |
| 1979                                                                  | Love Is Back                                  | —   | 70 | —  | —  |            | Unlimited Gold       |
| "—" indica que la grabación no entró en la lista o en tal territorio. |                                               |     |    |    |    |            |                      |

### Sencillos
| 1972                                                                  | "Walkin' in the Rain with the One I Love"                 | 14  | 6  | 40 | 14 | — | 15 |
| 1972                                                                  | "Is It Really True Boy - Is It Really Me"                 | 101 | —  | —  | —  | — | —  |
| 1972                                                                  | "Are You Sure"                                            | —   | —  | —  | —  | — | —  |
| 1973                                                                  | "Fragile - Handle with Care"                              | —   | —  | —  | —  | — | —  |
| 1973                                                                  | "Oh Love, Well We Finally Made It"                        | —   | 70 | —  | —  | — | —  |
| 1973                                                                  | "Yes, We Finally Made It"                                 | 101 | —  | —  | —  | — | —  |
| 1973                                                                  | "It May Be Winter Outside (But in My Heart It's Spring)"  | 83  | 35 | —  | 11 | — | —  |
| 1974                                                                  | "Under the Influence of Love"                             | 76  | 70 | 78 | —  | — | —  |
| 1974                                                                  | "People of Tomorrow Are the Children of Today"            | —   | —  | —  | —  | — | —  |
| 1974                                                                  | "I Belong to You"                                         | 27  | 1  | 37 | —  | — | —  |
| 1975                                                                  | "Share a Little Love in Your Heart"                       | —   | 21 | —  | —  | — | —  |
| 1977                                                                  | "I Did It for Love"                                       | —   | 66 | —  | —  | — | —  |
| 1979                                                                  | "High Steppin', Hip Dressin' Fella (You Got It Together)" | —   | 45 | —  | —  | — | —  |
| 1980                                                                  | "I'm So Glad That I'm a Woman"                            | —   | 96 | —  | —  | 2 | 2  |
| 1980                                                                  | "If You Want Me, Say It"                                  | —   | 71 | —  | —  | — | —  |
| "—" indica que la grabación no entró en la lista o en tal territorio. |                                                           |     |    |    |    |   |    |

### Recopilatorios
- '''The Best Of Love Unlimited'''. Lanzado el 1 de enero de 1997 por Island Def Jam.
- '''The UNI, MCA and 20th Century Records Singles'''. Lanzado el 15 de junio de 2018 por Mercury Records.